# Бенгалуру

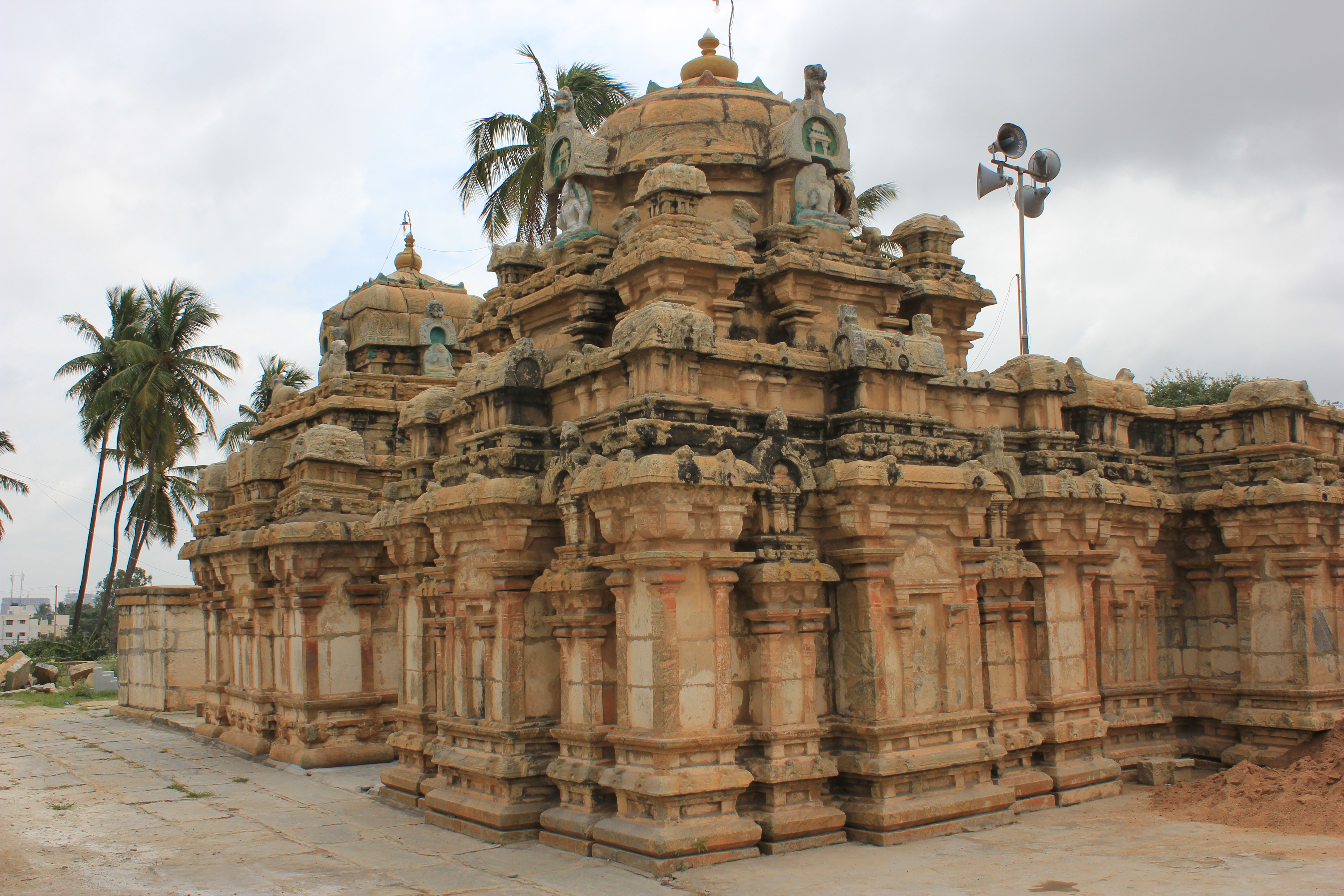
Храм Нагешвара, 9 ст.

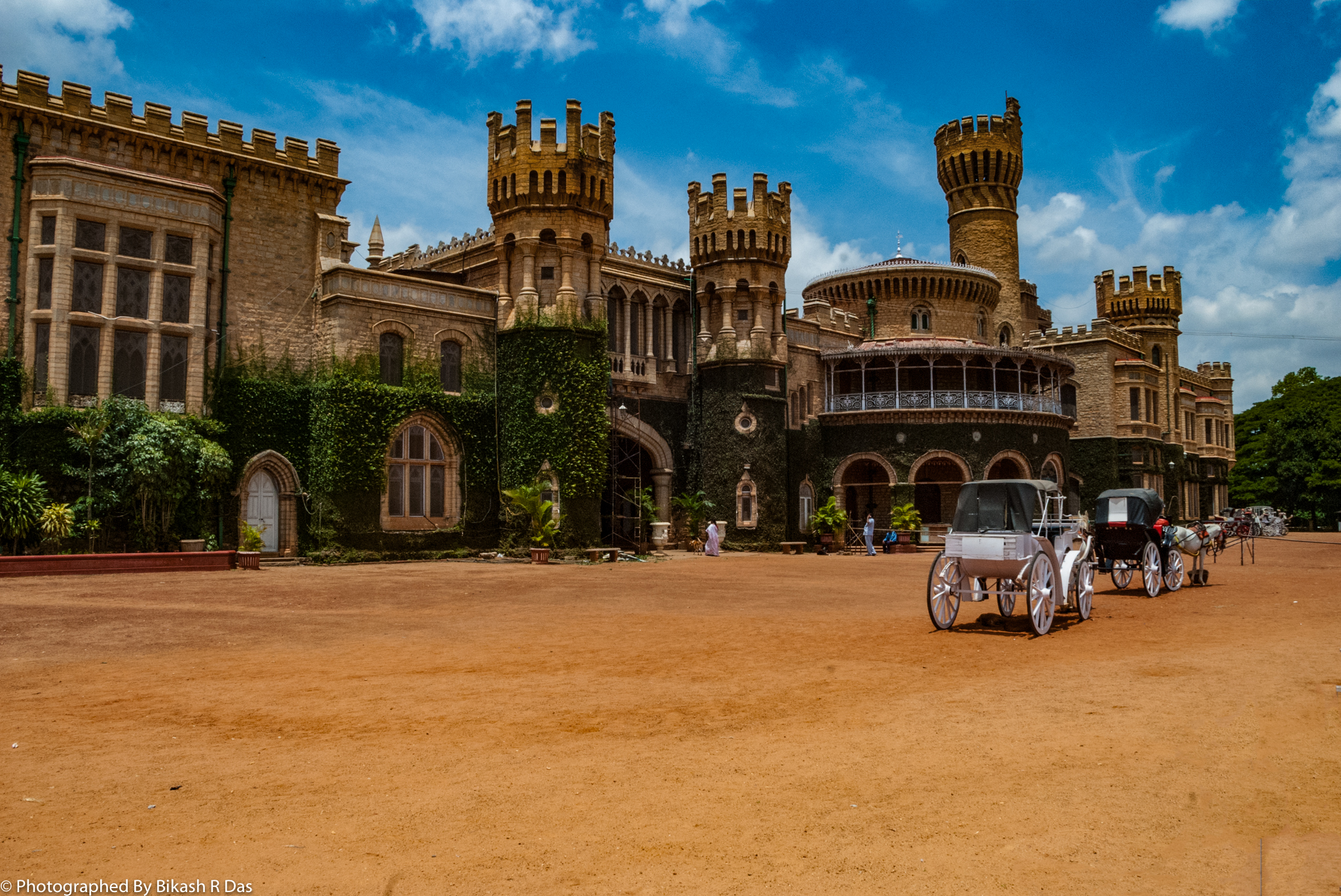
Центральний коледж Бенгалуру

Бенгалуру — столичне місто штату Карнатака у південній Індії. Місто лежить на Деканському плато в південно-східній частині штату. Чисельність населення становить 5,84 млн осіб (2009 рік). Одне з найбільших міст Індії.
Під час британського панування Бенгалуру активно розвивався як центр колоніального керування на півдні Індії, що привернуло до міста численних мігрантів з Тамілнаду, Андхра-Прадешу та Північної Індії, для того, щоб розвивати й підтримувати інфраструктуру міста. Після того, як Індія здобула незалежність у 1947, Бенгалуру розвинувся в виробничий центр з важкої промисловості. Особливого розвитку набули такі галузі: космічна, виробництво засобів телекомунікації, важкого устаткування, а також верстатобудування. Підприємства з розробки програмного забезпечення активно розвивалися після лібералізації економіки у 1990-х. Зараз промисловість міста охоплює електронну промисловість, літакобудування, обробку кави.

## Етимологія назви
Назва Банґалуру походить з мови каннада та означає «камінь героя», згідно з надписом на скелі.
Згідно з іншою версією, назва має інше значення, «місто смажених бобів» (каннада: ಬೆಂದಕಾಳೂರು). Легенду про походження цієї назви розповідають так: "У 11 сторіччі король Віра Баллала ІІ, після полювання заблукав у лісі. Втомлений і голодний він натрапив на бідну стару бабцю, яка приготувала для нього смажені боби. Вдячний король назвав місто «benda kaal-ooru» — «місто смажених бобів», що згодом перетворилось у Банґалуру та Бенґалор.

## Історія
Після сторіч володарювання Західного Гангу, Бангалор був захоплений військами династії Чола у 1024, у 1070 перейшов до Чалоукія — Чолас. У 1116 році Бангалор перейшов під владу Хойсальської імперії. Сучасний Бангалор був заснований васалом Віджаянагарської імперії, Кемп Ґоуда, який побудував фортецю на болоті біля сучасного Бенгалуру в 1537.
У фортеці було дві вулиці: вулиця Чіккапіті, що йшла з заходу на схід, та вулиця Доддапіті, що йшла з півдня на північ. На перетині цих вулиць була створена площа Доддапіті. Наступник Кемп Гоуди, Кемп Гоуда II, побудував чотири відомі вежі, які обмежили Бангалор.
Під час правління Віджаянагарської династії Бангалор згадується як «Devarāyanagara» й «Kalyānapura» («Перспективне місто»).
Після падіння Віджаянаґарської імперії, влада в Бангалорі не раз переходила до інших керманичів. У 1638, велика Біджапурська армія на чолі з Ранадул Ханомі у супроводі Шаха Бонслі перемогла Кемп Ґоуді III, і Бангалор перейшов Шаху Бонслі. У 1687, генерал Казим Хан переміг Екоджі, сина Шаха, і після продав Бангалор Крайшнараджи Уодеяру (1673—1704) з Майсура за 300 000 рупій. Після того, як помер Крайшнараджи Уодеяр II у 1759, Хідер Алі, головнокомандувач Армії Майсура, оголосив себе фактично керманичем Майсура. Відомий як Тигр Майсуру. Бангалор був включений далі у склад Британської Індії після четвертої англо-майсурської війни. Столиця Майсуру була спочатку влаштована в Майсуру 1799 року, але пізніше (1804 року) перенесена до Бангалора. Скасована 1843 року, відновлена 1881 року.
Дві важливі події відбулися у цей час: введення телеграфного зв'язку та проведення залізниці до Мадрасу у 1864 році.
У 19-му сторіччі, Бангалор фактично став містом з двох частин — міста англійців та міста тамілів, найнятих для обслуговування міста.
У 1898 році Бангалор пережив бубонну чуму.
У 1906, Бангалор став першим містом в Індії, де з'явилась електрика, яка вироблялась гідроелектростанцією, розташованою у Шіванасамудрі.
Назва Бангалора «Місто-сад Індії» бере початок з 1927 р., зі срібного ювілею Крайшнараджа Уодеяра IV.
Декілька проєктів будівництва парків, громадських будівель та лікарень були створені, щоб прикрасити місто.
Після здобуття Індією незалежності стався вибухоподібний ріст міста. У 1961 році Бангалор став шостим найбільшим містом Індії, з населенням 1 207 000.
У наступні десятиріччя відбувся ріст цін на нерухомість. Цей факт і впровадження новітніх технологій перетворило Банглор у індійську Кремнієву Долину.

## Географія
Бангалор лежить на південному сході Південної Індії у штаті Карнатакі. У серці Плато Майсура що належить до плато Декана. На висоті 920 метрів над рівнем моря. Координати 12.97 півн.ш. 77.56 сх.д. і займає площу 741 км².
Топологія Бангалора є плоскою, за винятком центрального пасма на півдні. Найвища точка — 962 метри над рівнем моря.
Ніяких великих річок у місті нема, хоч Аркаваті впадає в Південний Пеннар в 60 км на півночі, перетинаючи сопки Нанді.
Річка Врішабаваті виникає в межах міста є невеликою притокою Аркаваті і тече через місто. Річки Аркаваті та Врішабаваті несуть більшу частину стічних вод Банглору. Каналізаціна система, збудована у 1922, охоплює 215 км² міста та п'ять міст-супутників.
У XVI сторіччі, Кемп Гоуда побудував багато озер для водозабезпечення міста. Зараз річка Кавері забезпечує приблизно 80 % води, що споживає місто, решту 20 % отримують зі сточищ Тіппагонданахаллі та Гесарахатта.
Бенгалуру отримує 800 мільйонів літрів води на день. Це більше ніж інші міста Індії.
Але, Бенгалуру іноді має водну нестачу, особливо під час літа та посухи.
Бангалор має декілька прісних озер і водних сховищ. Найбільші з них є Мадівала та Санкей (водосховища), Геббал та Улсор (озера).
Ґрунтова вода проходить через мул та пісок.
Ґрунти: червоний латерит, суглинок та глина.
Рослинність в місті: листяні дерева та кокосові горіхи.
Хоч Бангалор належить до ІІ зони сейсмонебезпечності у місті відбувалися землетруси до 4,5 балів.

### Населення
Зміна чисельності населення:

| Бенгалуру: демографічний розвиток від 1971 до 2011 |            |            |            |            |            |
| 1971                                               | 1981       | 1991       | 2001       | 2009       | 2011       |
| 1 654 000                                          | ▲2 922 000 | ▲4 130 000 | ▲5 101 000 | ▲5 840 155 | ▲8 425 970 |

| Релігія в Бенгалуру (2011) | Релігія в Бенгалуру (2011) | Релігія в Бенгалуру (2011) | Релігія в Бенгалуру (2011) | Релігія в Бенгалуру (2011) |
| -------------------------- | -------------------------- | -------------------------- | -------------------------- | -------------------------- |
| Релігія                    |                            |                            | %                          |                            |
| Індуїзм                    | Індуїзм                    |                            | 78.87%                     | 78.87%                     |
| Іслам                      | Іслам                      |                            | 13.90%                     | 13.90%                     |
| Християнство               | Християнство               |                            | 5.61%                      | 5.61%                      |
| Джайнізм                   | Джайнізм                   |                            | 0.97%                      | 0.97%                      |
| Сикхізм                    | Сикхізм                    |                            | 0.15%                      | 0.15%                      |
| Буддизм                    | Буддизм                    |                            | 0.06%                      | 0.06%                      |
| Інші                       | Інші                       |                            | 0.44%                      | 0.44%                      |

Згідно з переписом 2011 року 78,9 % населення Бенгалуру становлять індуїсти, що трохи менше, ніж у середньому по країні. Мусульмани становлять 13,9 % населення, приблизно стільки ж, скільки в середньому по країні. Християни і джайни становлять відповідно 5,6 % і 1,0 % населення, що вдвічі більше, ніж у середньому по країні.
Рівень грамотності становить 89 %. Приблизно 10 % населення Бенгалуру живе в нетрях — відносно низька частка в порівнянні з іншими містами-мегаполісами в країнах, що розвиваються (наприклад: Мумбаї (50 %) і Найробі (60 %)).
Статистика Національного бюро реєстрації злочинів за 2008 рік показує, що кількість злочинів у Бенгалуру становить 8,5 % загальної кількості злочинів, зареєстрованих у 35 великих містах Індії, що більше, ніж було п'ятнадцять років тому.
Офіційною мовою Бенгалуру є каннада. Інші мови, такі як англійська, телугу, тамільська, гінді, малаялам, урду, також широко використовуються.

### Клімат
Завдяки гірському розташуванню, Бангалор має гарні кліматичні умови протягом року. Хоча можлива спека влітку. Найпрохолодніший місяць — січень з середньою температурою 15,1 °C; найспекотніший місяць — квітень з середньою температурою 33,6 °C. Найвища зареєстрована в Бангалорі температура — 41 °C, і найнижча — 7,8 °C. Зимові температури рідко нижче 12 °C, літні температури рідко перевищують 36—37 °C.
У Бангалор приходять зливи з північного сходу, а з південного сходу мусони. Найвологіші місяці — серпень, вересень, жовтень. Літня спека пом'якшується частими грозами, що спричиняють паводок. Найбільша злива, яка за 24 години дала 180 мм опадів, зареєстрована 1 жовтня 1997 року.
| Клімат Бенгалуру                           | Клімат Бенгалуру | Клімат Бенгалуру | Клімат Бенгалуру | Клімат Бенгалуру | Клімат Бенгалуру | Клімат Бенгалуру | Клімат Бенгалуру | Клімат Бенгалуру | Клімат Бенгалуру | Клімат Бенгалуру | Клімат Бенгалуру | Клімат Бенгалуру | Клімат Бенгалуру |
| Показник                                   | Січ.             | Лют.             | Бер.             | Квіт.            | Трав.            | Черв.            | Лип.             | Серп.            | Вер.             | Жовт.            | Лист.            | Груд.            | Рік              |
| Абсолютний максимум, °C                    | 32,8             | 35,9             | 37,3             | 39,2             | 38,9             | 38,1             | 33,3             | 33,3             | 33,3             | 32,4             | 31,7             | 31,1             | 38,9             |
| Середній максимум, °C                      | 27,9             | 30,7             | 33,1             | 34,0             | 33,3             | 29,6             | 28,3             | 27,8             | 28,6             | 28,2             | 27,2             | 26,5             | 29,6             |
| Середній мінімум, °C                       | 15,8             | 17,5             | 20,0             | 22,0             | 21,7             | 20,4             | 19,9             | 19,8             | 19,8             | 19,6             | 18,0             | 16,2             | 19,2             |
| Абсолютний мінімум, °C                     | 7,8              | 9,4              | 11,1             | 14,4             | 16,7             | 16,7             | 16,1             | 14,4             | 15,0             | 13,2             | 9,6              | 8,9              | 7,8              |
| Середня кількість сонячних годин на місяць | 262,3            | 247,6            | 271,4            | 257,0            | 241,1            | 136,8            | 111,8            | 114,3            | 143,6            | 173,1            | 190,2            | 211,7            | 2360,9           |
| Норма опадів, мм                           | 1.9              | 5.4              | 18.5             | 41.5             | 107.4            | 106.5            | 112.9            | 147.0            | 212.8            | 168.3            | 48.9             | 15.7             | 986.8            |
| Днів з опадами                             | 0,2              | 0,4              | 1,1              | 3,1              | 6,7              | 6,2              | 7,2              | 9,9              | 9,8              | 8,3              | 3,8              | 1,4              | 58,1             |
| Вологість повітря, %                       | 60               | 52               | 30               | 43               | 60               | 72               | 76               | 79               | 76               | 73               | 70               | 68               | 63               |
| ------------------------------------------ | ---------------- | ---------------- | ---------------- | ---------------- | ---------------- | ---------------- | ---------------- | ---------------- | ---------------- | ---------------- | ---------------- | ---------------- | ---------------- |
| Джерело: Indian Meteorological Department  |                  |                  |                  |                  |                  |                  |                  |                  |                  |                  |                  |                  |                  |

## Економіка
Місто — третє за обсягом капіталізації після Мумбая та Делі. Бангалор є домівкою для 10 000 доларових мільйонерів і приблизно для 60 000 найбагатших людей.
У 1940-х індустріальні магнати сер Мірза Ісмейль та сер Мокшагандам Вісвесварая вклали гроші в розвиток важкої промисловості. Бангалор — має центри дослідження з аеронавтики та космонавтики. Бангалор має назву «Кремнієвої Долини Індії» через наявність великої кількості інформаційних компаній.

## Відомі люди
- Кумаран Ашан — індійський поет і соціальний реформатор у штаті Керала.
- Ернест Свінтон (1868—1951) — британський військовий діяч
- Ліндсі Андерсон (1923—1994) — британський режисер театру й кіно
- Шакунтала Деві (1929—2013) — індійська письменниця і подумкова обчислювачка, відома як «людина-комп'ютер».